# Henrik I., njemački kralj
Henrik I. Ptičar (njemački Heinrich I. ili Heinrich der Vogler) (* 876.; † 2. srpnja 936. u Memlebenu u Saskoj-Anhaltu) bio je saski vojvoda od 912.; istočnofranački (njemački) kralj (919. – 936.) iz Otonske dinastije.
Poslije smrti kralja Konrada I. velikaši su za kralja izabrali Henrika. Budući da je kraljem postao uz njihov pristanak nastojao se izmiriti s vojvodama, utoliko više što je bilo potrebno organizirati sveopći otpor Mađarima koji su tih godina nemilice pustošili Srednjom Europom. Zbog toga je priznao vojvodsku čast svim protivnicima koji su se borili protiv njegova prethodnika Konrada, uz uvjet da mu polože vazalsku zakletvu vjernosti. Pritom je posebno bavarskom vojvodi Arnulfu kojega je Konrad pobijedio i prognao iz zemlje, dopustio da se vrati i priznao mu vojvodsku čast, te čak i pravo da u svom vojvodstvu samostalno postavlja biskupe.
Time je utjecaj Crkve bio veoma smanjen, a autonomija vojvodstava službeno potvrđena; no i takva su vojvodstva priznala vrhovnu kraljevsku vlast, što je Henriku bilo najvažnije. 
Smirivši na taj način prilike u zemlji, Henrik I. okoristio se unutarnjim sporovima u Francuskoj i vojnom akcijom godine 925. svojoj državi pripojio Lotaringiju kao autonomno vojvodstvo u vazalskom odnosu prema kralju. 
Najveća opasnost za Njemačku kao i za veliki dio Europe u to su vrijeme bili Mađari. Njihovo nadiranje u Njemačku koje je počelo 926. ubrzo je postalo masovno. Pošto ih je hrvatski kralj Tomislav suzbio sa svojih granica na rijeci Dravi (pobijedivši ih u bitki koja se zametnula najvjerojatnije 917. godine), Mađari su 926. provalili u Italiju i doprli čak do Rima te u Njemačku. Tom prilikom opsjedali su Augsburg, spalili Konstanzu na Bodenskom jezeru i opljačkali bogati samostan St. Gallen u današnjoj Švicarskoj. Njihovo povlačenje postignuto je visokom otkupninom. Idućih sedam godina Njemačka je bila mirna, ali je morala Mađarima plaćati godišnji danak.
To sedmogodišnje razdoblje bilo je ispunjeno opsežnim radovima na izgradnji fortifikacija u svim ugroženim njemačkim pokrajinama, jer su utvrđeni gradovi (zamci) bili jedina sigurna zapreka mađarskom konjaništvu. Iz mnogih takvih utvrđenja nastali su kasnije važni gradovi zbog čega je Henrik dobio i nadimak osnivač gradova. U isti mah Henrik je nastojao što više ojačati udio konjice u svojoj vojsci, prvenstveno na temelju ratničkih obveza svojih vazala iz Saske. Zemlja se pripremala za sukob s Mađarima. 
Po završetku sedmogodišnjeg primirja Henrik je uskratio daljnje plaćanje danka Mađarima. Rezultat je bio novi žestoki napad. Ali u velikoj bitci kod mjesta Riade u Tiringiji Henrik je izvojevao pobjedu. Ta pobjeda s vojskom iz svih povijesnih njemačkih plemena i zemalja ojačala je jedinstvo države i ubrzala proces ujedinjenja njemačkih plemena. Od Istočne Franačke nastajala je Njemačka. Zbog toga se Henrika smatra prvim njemačkim kraljem i utemeljiteljem kasnijeg Svetog Rimskog Carstva Njemačke Narodnosti.
Tako ojačanu vlast Henrik je iskoristio za obnovu njemačke vlasti nad Polapskim Slavenima i Lužičkim Srbima. Oni su od tada izvrgnuti snažnoj germanizaciji, prije svega zbog dolaska njemačkih kolonista. 
Svoje ratne uspjehe protiv Slavena Henrik je dopunio vojnom pobjedom nad Dancima godine 934.
Potkraj života Henrik se pripremao za vojni pohod u Italiju, ali ga je u ljeto 936. udarila kap od posljedica koje je 2. srpnja i umro. Naslijedio ga je sin Oton I.
Prvi brak Henrik je sklopio 906. s Hatheburgom, ali se od nje 909. rastao. S njom je imao jednoga sina: 
- Thankmar († 938)

Iz drugoga braka sklopljenog 909. s Matildom Ringelheimskom imao je petero djece: 
- Oton I. (912. – 973.)

- Gerberga se udala za francuskog kralja Luja IV

- Hedviga se udala za Huga velikog. Njen sin je francuski kralj Hugo Capet.

- Henrik I. (oko 920. – 955.), vojvoda Bavarske

- Bruno (925. – 965.), nadbiskup Kölna